# Сувейка
Сувейка (рум. Suveica) — село у повіті Муреш в Румунії. Входить до складу комуни Акецарі.
Село розташоване на відстані 246 км на північний захід від Бухареста, 17 км на південний схід від Тиргу-Муреша, 93 км на південний схід від Клуж-Напоки, 110 км на північний захід від Брашова.

## Населення
За даними перепису населення 2002 року у селі проживали 257 осіб, з них 253 особи (98,4%) угорців. Рідною мовою 253 особи (98,4%) назвали угорську.